# Geheimkonferenz der Friedrich List-Gesellschaft im September 1931 über Möglichkeiten und Folgen einer Kreditausweitung
Am 16./17. September 1931, auf dem Höhepunkt der Weltwirtschaftskrise, nach Ausbruch der deutschen Bankenkrise, fand die Geheimkonferenz der Friedrich List-Gesellschaft Über Möglichkeiten und Folgen einer Kreditausweitung statt.
Gesprächs- und Diskussionsgrundlage der Konferenz war der Plan von Wilhelm Lautenbach Möglichkeiten einer (aktiven) Konjunkturbelebung durch Investition und Kreditausweitung („Lautenbach-Plan“) vom 9. September 1931.
Knut Borchardt und Hans Otto Schötz veröffentlichten 1991 das ursprünglich stenografische Protokoll der Geheimkonferenz.

## Kontext und Wirtschaftsparadigmen im Vorfeld der Konferenz
Repräsentativ für die Konjunkturtheorie der damaligen Zeit war der Glaube der Internationalen Handelskammer an das von der klassischen Theorie geprägte Paradigma, dass erhöhte Staatsausgaben den Zins zu kreditfinanzierten Unternehmensinvestitionen verteuern würden. 1927 hatte der Verband der deutschen Industrie staatliche Sparpolitik vehement eingefordert (außerdem war man noch von der großen Inflation bis 1923 traumatisiert) und nicht nur konservative Kreise waren dementsprechend gegenüber staatlichen Mehrausgaben ohnehin skeptisch. Ab 1929 wurde die Nettokreditaufnahme des Staatshaushalts drastisch verringert. Hinsichtlich wirtschaftlicher Krisen galt das Paradigma, dass Krisen von selbst (der Markt solle von schwachen Unternehmen gereinigt werden – heute: Marktbereinigung) ausbrennen und man abwarten müsse, bis die sogenannten „Selbstheilungskräfte“ des Marktes einen Aufschwung aus dem Tiefpunkt der Krise herbeiführen würden. In seiner Schrift Gedanken zur Krisenbekämpfung (2. September 1931) stellte Staatssekretär des Reichsfinanzministeriums Hans Schäffer mögliche Alternativen noch wie folgt dar:
- Man kann die Deflation einfach weitergehen und ausbrennen lassen;
- Man kann die Deflation mit Beschleunigung weitertreiben, um die Krise rasch einem Ende entgegenzuführen;
- Man kann in die Deflation hemmend eingreifen, um das Preisniveau auf einer bestimmten Höhe zu halten.

### Beginnender Paradigmenwechsel
Im Vorfeld der Konferenz charakterisierte Gerhard Colm die deflationäre Krise in drei Punkten:
- Die Krise hat ihren kapitalistischen Sinn verloren, indem sie nicht nur schwache, sondern auch an sich gute Unternehmen erfasse.
- Der Schock auf dem inneren Markt, durch Senkung der Löhne ist besonders groß.
- Das Schlimmste ist der psychologische Gesichtspunkt, dass der Unternehmer nichts mehr unternehme, sondern wenn er Geld bekommt, sich liquide macht.

### Einberufung der Konferenz
Inspiriert von Lautenbachs Erörterung seiner Schrift Defizitpolitik? Reichsbankzusage als Katalysator? Der Verzweiflungsweg – ohne Auslandskapital!, wandte sich Schäffer an Reichsbankpräsident Hans Luther. Im Juli 1931 hatte Heinrich Rittershausen Am Tage nach dem Zusammenbruch veröffentlicht, das sich auf den Zusammenbruch der Deutschen Banken bezog, worin sich Rittershausen zur Wirtschaftsbelebung für Kreditschöpfung mittels einer Politik billigen Geldes ausspricht. Am Abend des 31. August 1931 trafen sich Hans Schäffer und Hans Luther, erörterten die Konzepte. Luther verständigte sich mit Reichssparkommissar Moritz Saemisch, sie beriefen die Geheimkonferenz ein.

### Das Dilemma
Lautenbachs erster Entwurf, den er am 26. August Hans Schäffer vorgelegt hatte, beschreibt die Ausgangssituation wie folgt:

„Wir stehen nun vor folgendem Dilemma: Die Rücksicht auf unsere Zahlungsbilanz zwingt uns zu äußerst vorsichtiger Kreditpolitik, nach der allgemein herrschenden Ansicht sogar zu stark restriktiver Kreditpolitik. Weil ständig die Gefahr eines starken Abzugs der noch vorhandenen kurzfristigen Auslandskredite besteht, scheint es ein selbstverständliches Gebot vorsichtiger und solider Wirtschaftspolitik zu sein, durch Kreditverknappung dafür zu sorgen, daß in unserem Außenhandel das Verhältnis von Aus- und Einfuhr nicht nur in dem bisherigen Verhältnis zueinander erhalten bleibt, sondern daß nach Möglichkeit der Aktivsaldo noch stark erhöht wird («Deflationsdruck»).

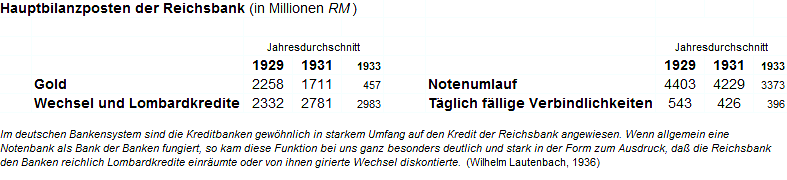
Schwindende Reserven trotz Sparpolitik

Auf der anderen Seite bedroht eine solche deflationistische Kreditpolitik das Gesamtwirtschaftsleben mit einer weiteren Lähmung und in deren Auswirkung auch mit einer vollkommenen Zerrüttung der öffentlichen Finanzen. Die Verschlimmerung der wirtschaftlichen und finanziellen Lage würde selbstverständlich auch schwerste innenpolitische Verwicklungen zeitigen. Das Gesamtbild, das Deutschland bei einer solchen Entwicklung bietet, würde unzweifelhaft die Möglichkeit einer Konsolidierung unserer privaten Auslandsschulden in unabsehbare Ferne rücken und zugleich die Gefahr eines übermäßigen fortgesetzten Abzugs kurzfristiger Kredite und, last not least, unaufhaltsamer Kapitalflucht heraufbeschwören.“

## Lautenbach-Plan
Lautenbach über seine Grundannahmen:
- Der natürliche Weg zur Überwindung eines wirtschaftlichen und finanziellen Notstandes ist in der kapitalistischen Wirtschaft nicht Einschränkung, sondern Leistungssteigerung.
- Die Dispositionen der Unternehmer werden durch die Ertragschancen bestimmt. Man könnte daran denken, diese Chancen durch Senkung der Produktionskosten zu erhöhen, um damit die Unternehmer zur Wiederaufnahme einer größeren Produktion anzureizen. [...] Die drei wesentlichen Kostenelemente sind:

- Zins,
- Öffentliche Abgaben,
- Löhne und Gehälter.

Lautenbach ging bereits in seinem Gutachten zur Brauns-Kommission (Auslandskapital als Katalysator?) davon aus, dass der Konjunkturverlauf von der Investitionstätigkeit abhängt „und daß die Bedingung des Aufschwungs stets Kreditexpansion ist.“ Den Unternehmern war der Zugang zu Krediten allerdings verwehrt, da die Banken nicht genügend liquide waren. Und Lautenbach folgerte: „Um aus der Depression herauszukommen, bedarf es erneuter Kapitalinvestitionen, welche Unternehmer mit Hilfe von Kredit in Angriff nehmen. Es gibt heute weder solche Unternehmer, weil nämlich für sie nirgends irgendwelche Chancen zu erblicken sind, noch gäbe es Kredit.“
Staatliche Investitionen hätten genauso Kredit benötigt – Anleihebegebung gegen ausländisches Kapital war freilich theoretische Finanzierungsmöglichkeit. Im Sommer und Herbst 1931 (nach dem Zusammenbruch der Deutschen Banken) war jedoch die Chance auf Auslandskapital überaus gering. Eine Senkung der Leitzinsen durch die Reichsbank hielt Lautenbach nicht für sinnvoll, da damit der Abzug von noch mehr Auslandskapital riskiert worden wäre. Insofern blieben nicht viele Alternativen und Lautenbach kommt zu dem Schluß: „So bleibt als einzige praktisch mögliche Kostenverminderung die Senkung der Löhne und Gehälter übrig.“, und stellt sogleich die Frage: „Was bedeutet dies konjunkturpolitisch?“
Lautenbach war freilich klar, dass sinkende Löhne bei gleichbleibender Beschäftigung die gesamtwirtschaftliche Nachfrage reduzieren, weshalb die Beschäftigung bei gleichbleibendem Lohnaufwand der Unternehmen unbedingt auszuweiten war. In der gegebenen Situation hätte eine wesentliche Belebung der Konjunktur nur mittels staatlicher, kreditfinanzierter Investitionen möglich sein können und die freiwillige Senkung der Löhne als Opfer der Arbeiter sollte gleichzeitig dem Ausland Sanktionsbereitschaft signalisieren. Steuersenkungen wären konjunkturpolitisch zwar sinnvoll gewesen, hätten aber gegenüber dem Ausland ungünstig gewirkt.
Da Lautenbach 1931 die Mechanik der Kreditgewährung („credit mechanics“) längst internalisiert hatte, ging sein Plan davon aus, dass kreditfinanzierte Staatsaufträge die eingefrorenen Kredite der Unternehmen liquidieren und damit die eingefrorenen Kredite der Unternehmen durch staatliche Kredite (bei den Geschäftsbanken) ersetzt würden, womit sich die Bankenliquidität nicht verschlechterte. Würde die Rentabilität der Unternehmen gesteigert, so dass sich das Vertrauen der in- wie ausländischen Geldvermögenden bzw. das des Kapitalmarktes in die deutschen Unternehmensanleihen erhöhe, können die Unternehmer ihre Investitionen so fremdfinanzieren, dass weder die Liquidität der inländischen Geschäftsbanken noch die der Reichsbank geschmälert würde.
Finanztechnisch geht der Lautenbach-Plan davon aus, dass die Reichsbank dem Staat Kreditkontingente zu Infrastrukturinvestitionen zur Verfügung stellt, womit die Unternehmer ihre Beschäftigung erhöhen und selbst Investitionsgüter (nachdem diese ihre Lager räumten) nachzufragen beginnen. Zu weiterer Kreditvergabe an die Unternehmen werden die Geschäftsbanken mittels Kreditgarantien der Reichsbank ermutigt. Beginnt die Konjunktur wieder anzulaufen, beginnen die Privaten wieder vermehrt Ausgaben zu tätigen, womit offene Kredite bedient werden können. Aus der Kreditaufnahme entstehen für andere Wirtschaftssubjekte Einnahmen, die wenn diese wieder ausgegeben werden, wiederum die Bedienung der Kredite ermöglichen. Zuvor gesenkte Löhne und Preise erhöhen die Konkurrenzfähigkeit am Auslandsmarkt und die gesenkten Preise erhöhen die Nachfrage am Inlandsmarkt, sofern sich die Beschäftigungslage im Inland verbessert. Kommt der deutsche Wirtschaftsmotor wieder in Schwung, wird ausländisches Kapital (wieder) angezogen, um deutsche Unternehmenspapiere zu erwerben, womit den Unternehmern die Fundierung ihrer Bankschulden möglich wird.
Die kredittechnische Conclusio erläutert Lautenbach in seinem Plan wie folgt: „Das Gesamtergebnis der angestellten kredittheoretischen Überlegungen läßt sich in den Satz zusammenfassen, daß eine Kreditexpansion, in Verbindung mit großzügigen Investitionen, nicht zu einer weiteren Illiquidisierung, sondern vielmehr zur Liquidisierung und Konsolidierung unserer Kreditwirtschaft beiträgt.“

## Die Konferenz
Wilhelm Röpke beschreibt die Problematik der damaligen wirtschaftlichen Situation wie folgt: „Das Entscheidende dieser sekundären Deflation ist nämlich, daß die Einschrumpfung des Kreditvolumens und die Einschrumpfung des Wirtschaftsvolumens in einer fatalen Wechselbeziehung zueinander stehen.“ Wo ist Ursache und wo ist Wirkung, fragt Hans Luther nach. Röpke antwortet: „Die Ursache liegt zweifellos in dem Bestreben der Unternehmer, sich jeglicher Neuinvestition zu enthalten, nicht einmal den notwendigen Erneuerungsbedarf zu befriedigen und das Gleichgewicht auf immer tieferem Niveau zu finden.“
Auf der Konferenz ist wiederholt Thema, ob überhaupt der richtige Zeitpunkt für einen möglichen Aufschwung gekommen sei. Damals wurde davon ausgegangen, dass in einer deflationären Wirtschaftskrise ein natürlicher Abschwung so lange erfolgen müsse, bis möglichst am Tiefpunkt der Krise konjunkturbelebende Maßnahmen überhaupt wirkten – zu früh würden sie wirkungslos verpuffen, wird von einigen Konferenzteilnehmern befürchtet. Befürchtungen stehen immer wieder im Raum, wie das Ausland auf kreditfinanzierte Staatsausgaben reagieren wird – inwieweit weiteres Auslandskapital abgezogen und inwieweit stillhaltende Gläubiger (Basler Stillhalteabkommen vom August 1931) Zustimmung geben würden.
Die Konferenzteilnehmer einigen sich auf den finanziellen Rahmen von zumindest benötigten 1,5 Mrd. Reichsmark zu Konjunkturprogrammen, wobei die Teilnehmer übereinstimmten, dass die Kreditsumme nur allmählich, nur behutsam in die Wirtschaft zu investieren sei und keinesfalls die Öffentlichkeit über den Kreditausweitungsplan informiert werden solle, um die latent vorhandene Inflationsangst der deutschen Bevölkerung aus 1923 keinesfalls zu schüren (Fachpresse wie Wirtschaftsexperten gingen damals grundsätzlich von Inflation bei Kreditausweitung auch während deflationärer Entwicklungen aus).
Reichsbankpräsident Luther spricht auf der Konferenz mehrmals die eingeschränkten Möglichkeiten der Reichsbank zu Kreditvergaben an - ob einer Reichsbankzusage trifft er auf der Konferenz keine Entscheidung.

### Teilnehmer
1. COLM, Gerhard: Nationalökonom, Statistiker und Soziologe.
2. DIEHL, Karl: Nationalökonom.
3. DREYSE, Fritz: Vizepräsident des Direktoriums der Reichsbank.
4. DURST, Karl: Verwaltungsjurist im Reichsarbeitsministerium, zuständig f. Wohnungswesen und Realkredit.
5. ERNST, Friedrich: Verwaltungsjurist im Preußischen Ministerium für Handel und Gewerbe, Staatskommissar an der Berliner Börse.
6. EUCKEN, Walter: Nationalökonom
7. GESTRICH, Hans: Nationalökonom, Journalist, Pressereferent der Reichsbank (ab August 1931)
8. HEIMANN, Eduard: Nationalökonom
9. HILFERDING, Rudolf: vormalig Reichsfinanzminister (1923 und Juni 1928 bis Dezember 1929), (noch) anerkannter Finanzsachverständiger
10. LANSBURGH, Alfred: Bankkaufmann, Wirtschaftsjournalist, Fachpublizist (Pseudonym: „Argentarius“)
11. LAUTENBACH, Wilhelm: Volkswirt im Reichswirtschaftsministerium
12. LÖB, Rudolf: Bankier, stellv. Mitglied im Zentralausschuss der Reichsbank, Juli/August 1931 (Deutsche Bankenkrise) Mittelsmann zwischen Reichsregierung, Reichsbank, Kreditbanken und Auslandsgläubigern, beteiligt am Zustandekommen des Stillhalteabkommens.[29]
13. LUTHER, Hans: Reichsbankpräsident
14. NEISSER, Hans: Nationalökonom
15. NORDHOFF, Karl: Reichsbankdirektor, Leiter der Statistischen (volkswirtschaftlichen) Abteilung.
16. POHL, Wolfgang: Pressereferent des Reichswirtschaftsministeriums, Wirtschaftsjournalist.
17. POPITZ, Johannes: Staatssekretär im Reichsfinanzministerium i. R., Honorarprofessor für Finanzwissenschaft und Steuerrecht.
18. RITTERSHAUSEN, Heinrich: Bankabteilungsleiter, Professor für Betriebswirtschaftslehre.
19. RÖPKE, Wilhelm: Nationalökonom
20. SAEMISCH, Moritz: Präsident des Rechnungshofes, Reichssparkommissar und Vorsitzender Reichsschuldenausschuss.
21. SALIN, Edgar: Nationalökonom
22. SCHÄFFER, Hans: Jurist, Staatssekretär im Reichswirtschaftsministerium, ab Dezember 1929 Staatssekretär im Reichsfinanzministerium.
23. SCHWERIN v. KROSIGK, Johann: Leiter der Haushaltsabteilung im Reichsfinanzministerium, Leiter der Reparationsabteilung.
24. STERN, Ernst: Leiter der wirtschaftspolitischen Abteilung in der Reichskreditgesellschaft AG.
25. TRENDELENBURG, Ernst: Staatssekretär, geschäftsführender Leiter des Reichswirtschaftsministeriums.
26. WARMBOLD, Hermann: Agrarfachmann, Vorstandsmitglied der I.G. Farben. (ab 9. Oktober 1931: Reichswirtschaftsminister)
27. WEIGERT, Oscar: Deutscher Vertreter beim internationalen Arbeitsamt (Genf), Jurist.
28. WELTER, Erich: Wirtschaftsjournalist.
29. WITT, Cornelius: Wissenschaftlicher Sekretär der Deutschen Vereinigung für Staatswissenschaftliche Fortbildung.

## Folge
Hans Luther wagte es nicht, den Reichsbankkredit aufgrund der bereits unterdeckten Währung weiter auszuweiten (meist wird ihm Inflationsangst unterstellt, die er lt. Protokoll nicht aufwies). Eine Kreditausweitung hätte der Zustimmung der ausländischen Gläubiger sowie der internationalen Zentralbanken bedurft. Das Kabinett Brüning billigte den Lautenbach-Plan, wusste jedoch nicht diesen zu finanzieren. Kurzfristig gab es die Idee einer Anleihe. Die Ministerien arbeiteten  dennoch ihre Konjunkturprogramme aus, die in Summe mit 1–1,5 Mrd. veranschlagt waren. Erst die Regierung unter Papen, die die von Brüning vorbereiteten Verhandlungen (9. Juli 1932 wurden auf der Konferenz von Lausanne die Reparationsverpflichtungen gestrichen) erfolgreich abschließen konnte, begann auf Angebotspolitik reduzierte, konjunkturbelebende Maßnahmen („Papen-Plan“) umzusetzen. Per September 1932 war der deutschen Reichsbank trotz Währungsunterdeckung (vgl. RbG § 29, Abs. 3) erlaubt worden, den „Leitzins“ von 5 % auf 4 % zu reduzieren.